# Жельо Желев
Жельо Желев (болг. Жельо Желев; нар. 24 лютого 1987, Стара Загора, Болгарія) — болгарський футболіст, півзахисник.

## Життєпис
На юнацькому рівні виступав за «Трояна» (Стара Загора). На дорослому рівні виступав за «Берое», ЦСКА (Софія), «Конеліано» (Герман), Ботев (Пловдив), «Локомотива» (Стара Загора) та «Вихрен» (Санданський). Грав за юнацькі збірні Болгарії, зіграв 42 матчі в  групі «А».